# Nayaks Recherles
La dinastia Padmanayaka Recherla o dels Nayaks Recherles (o Recherles Velames o Nayaks Velames) eren una dinastia Andhra que va adquirir el poder dels Nayaks Musunuris després de la mort de Kapaya Nayaka i esdevingué el poder dominant a la regió de Telangana durant a la part final del segle xiv. Fins i tot encara que historiadors moderns d'Andhra identifiquen els nayaks Recherles com a Velames, Cynthia Talbot declara que la formació de la comunitat Velama data d'un període més tardà, a la meitat del segle xvi com a molt aviat.
Els padmanayakes (els favorits del rei) van adquirir preeminència política durant l'era Kakatiya. Els Recherles eren el grup que més s'oposava al govern despòtic dels musulmans i van declarar la independència després de la caiguda del regne Kakatiya. Foren anomenats Recherles Padmanayakes i s'anomenen també com nayaks Velames (tot i que no esta clar que fossin de la casta velama). Van governar la regió de Telangana en dues branques, amb Rachakonda i Devarakonda com les seves capitals.

## Origen
Els fundadors de la dinastia Padmanayaka van ser els Reddys Recharles. Bhetala Reddy, nebot del Recherla Nami Reddy va ser el pare fundador de la dinastia Padmanayaka. D'acord amb els historidors, els seus descendents van ser vaixnavistes; són esmentats com a velames (membres de la comunitat o casta velama) i després com Recharla o Recherles Padmanayakes. Els Recherles Padma Nayakas foren els governants subordinats més lleials dels Kakatiyes, als que van ajudar fins a la seva caiguda. Van governar les regions de Pillalamarri i Nagulapadu del districte de Nalgonda com a governants subordinats. El seu lloc d'origen era Amangallu a la taluka de Miryalaguda. Els Padmanayakas, de fet, eren els descendents de les filles dels Recherles Reddys. Abans d'ells, Amanagallu ser la capital dels Recharles Reddys i dels Coles de Kandur. Fundador d'aquesta dinastia, Bethala Reddy va ser nomenat com a governant d'Amanagallu pel rei Kakatiya Ganapatideva.
Bethala Reddy Nayaka tenia quatre fills, els dos grans, Damanaidu i Prasaditya Naidu, eren caps de l'exèrcit de la reina Rudramadevi i van arribar a altes funcions en el regne Kakatiya. A Prasaditya Naidu Nayaka, que va ajudar a Rudramadevi a convertir-se en el governant dels Kakatiyes, se li va donar el títol de Kakatiya sthapanacharya i Rayapita Mahanka. Quan Rudramadevi va ascendir al tron, els seus parents d'un costat i els reis Yadaves de l'altra, no podien estar d'acord que una dona es convertís en la governant del regne, i van atacar Orugallu. Prasaditya Nayaka els va derrotar i va consolidar el govern de la reina. D'acord amb el Velugoti Vamsavali, el responsable d'establir el "sistema Nayankara" per protegir l'imperi Kakatiya va ser Prasaditya Nayaka. Vennama Nayak, fill d'Prasaditya Nayaka fou famós com el cap de l'exèrcit de Pratāparudra. Més tard, el seu fill Eradacha Nayaka i Naladacha Nayaka, fill de Sabbinayaka (un altre fill de Prasaditya Nayaka) també havien exercit com a caps dels exèrcits de Pratāparudra.
Durant les batalles dels Kakatiyes amb els Pandyes i Hoysales, Eradacha Nayaka va tenir un paper clau. Pratāparudra, que va quedar impressionat pel seu valor, li va donar els títols de Pancha Pandyadala Vibhala i Pandya Gajakesari. Eradacha Nayaka va tenir tres fills: Singama Nayaka I, Vennama Nayaka i Echama Nayaka. (Naladacha Nayaka tenia dos fills anomenats Madhava Nayaka i Damaneedu. De tots ells, Singama Nayaka va ser el més famós.

## Fundació
Després que Warangal va ser capturat pels governants musulmans, els Nayaks Musunuris  es van rebel·lar contra ells el 1335. Durant aquest temps, la dinastia de Kapaya Nayaka Musunuri va ser ajudada per Singama Nayaka. Més tard Singama Nayaka va esdevenir independent i va estendre el seu regne cap al sud fins a la vora del riu Krishna. Va haver de lluitar més tard amb Kapaya Nayaka dels Nayaks Musunuris quan estava tractant d'ampliar el seu regne cap al nord, cosa que no va aconseguir. Va atacar el fort Jallipalli durant els seus programes expansius i va morir en batalla contra la dinastia dels kxatriya Soma. Singama Nayaka tenia dos fills, Anavotha Nayaka i Mada Nayaka i és considerat el fundador de la dinastia dels Nayaks Velames o Mayaks Recherles també anomenada dels Recherles Padmanayakes. Va governar amb Amanagallu com a capital.

## Avanotha Nayaka
El seu fill Nayaka Anavotha (1361-1384) el va succeir i va canviar la seva capital d'Amanagallu a Rachakonda. Junt amb el seu germà Mada Nayaka, va lliurar diverses batalles contra els governants de la dinastia Reddy de Kondavidu (o Kondaveeti) i els sobirans de Vijayanagar de la dinastia Sangama. També va combatre contra la dinastia de Musunuri Kapaya Nayaka el 1368. En una batalla lliurada a Bhimavaram el 1368, Kapaya Nayaka va resultar mort i els Recherles van aconseguir el control de Telangana.. Anavotha Nayaka culpava a Kapaya Nayaka de ser el instigador de la mort del seu pare, i va marxar a Warangal; va conquistar els forts de Warangal, Panagallu i Bhuvanagiri i va agafar el títol de "Tribhuvana Rayarao". Anavotha Nayaka va atacar la fortalesa de Jallipalli, va matar als governants de la dinastia Soma i va agafar el títol de "Somakula Parasuramanma". Va dividir el seu regne en les regions Nord i del Sud per facilitar l'administració; Rachakonda fou designada la capital del Nord i ell mateix va governar allí; Devarakonda fou designada com la capital del Sud, i va nomenar virrei al seu germà petit Mada Nayaka. A partir de llavors, els descendents de Anavotha Nayaka van governar des Rachakonda i els descendents de Mada Nayaka van governar des Devarakonda. D'acord amb les inscripcions de Simhachala d'Anavotha Nayaka, aquest també va envair el regne de Kalinga el 1356 i el 1358. Anapota Nayak reclama en una inscripció emesa el 1369, que el seu avi, Dachaya havia servit com a cap sota els Kakatiyes i que el rei d'aquesta dinastia, Prataparudra II, li va conferir el títol de Pandya-raja-gaja-kesari (El lleó contra els elefants Pandya).

## Reis a Rachakonda
Singama Nayaka II, fill de Anavotha Nayaka va succeir al seu pare i va governar amb Bellamkonda com la seva capital. Tenia dos títols, Kumara singama i Sarvajna Singa bhupala. En conquistar la fortalesa de Kalyan, també va agafar el títol de Kalyana Bhupathi. Va ser amic dels sultans bahmànides i amb la seva ajuda va derrotar els governants Vijayanagara quan van atacar la regió de Telangana. La inscripció de Vijayanagar de 1384 revela la seva victòria sobre els governants de Vijayanagar. Va capturar el fort Bendapudi durant la seva invasió del regne de Kalinga. Tenia també altres tres títols: Andhra Mandaladheeswara,' Pratidanda Bhairava 'i' Bhattu Narayana '. Va ser un poeta i va patrocinar una sèrie de poetes en la seva cort. Dos d'ells foren Vishveshvara i Bommakanti Appayamatya. Vishveshvara va escriure el 'Chamat kara Chandrika' i Appayamatya van escriure el comentari d' 'Amarakosam', un llibre de gramàtica. Singama Nayaka mateix va escriure dos llibres (el 'Rasvama Sudhakaram ' i el 'Sangitha Sudha Karam') i un drama anomenat 'Ratna panchalika' amb el pseudònim de Kuvalayavali. El famós poeta Srinatha va visitar una vegada la seva cort. Va tenir 6 fills, un dels quals, Immadi Anavotha Nayaka el va succeir.
(Immadi) Anavotha Nayaka II (1399-1421) també és conegut com a Kumara Anavothaneedu i Nayakudu Pinna Annama. El llibre Velugoti Vamsavali explica les seves victòries. Segons aquest llibre, es va enfrontar amb els governants de Kondaveeti (Kondavidu) Rajamahendravaram Reddy i als sobirans de Vijayanagar, aliat als sultans Bahmànides. Inicialment els Recherles eren aliats del sultanat Bahmànida, seguint els mateixos termes d'acord assolits pels nayaks Musunuris el 1364, mentre que els Reddys de Kobdavidu eren aliats de l'Imperi de Vijayanagar., Però després de la ruptura entre els diversos clans Reddys, els Reddys de Kondavidu van canviar la seva fidelitat cap als bahmànides i els Recherles es va alinear amb l'imperi de Vijayanagar. Quan Vijayanagar va capturar la regió de Panagallu (Panagal) el 1417, van enfrontar al llavors sultà Bahmànida Tadj al-Din Firuz Shah (1397-1422). Durant aquesta guerra, els Nayakas Recherles Velames van ajudar els governants de Vijayanagar i Anavota Nayaka va morir en la batalla. Una batalla important es va lliurar a Panagal, al districte de Nalgonda, el 1419 en què la coalició de Vijayanagar, Recherles i Reddys de Rajahmundry van sortir victoriosos. Tanmateix, el canvi de fidelitat dels Recherles va provocar l'atac del sultanat Bahmànida els anys 1420.
Madanayaka (1421-1430) germà petit d'Anavotha Nayaka II, el va succeir. Després de la batalla de Panagallu, els Nayakas Recherles Velames van mantenir l'enemistat amb els sultans Bahmànides i van ajudar els governants de Vijayanagar en totes les formes possibles. Durant la batalla entre Shihab al-Din Ahmad I (el sultà Bahmànida, 1422-1436) i Devaraya II el 1424, Madanayaka va ajudar a aquest últim. A causa d'això, tot i que Ahmad I va fer la pau amb Devaraya, quan la guerra s'havia acabat, va enviar al seu adjunt, Azam Khan per capturar Warangal, que pertanyia a Madanayaka. En aquesta batalla, Azam Khan va capturar no només Warangal, sinó també moltes fortaleses en els regnes de Rachakonda i Devarakonda. Però més tard, quan Ahmad I va estar en guerra contra els reis de Gujarat, els governants Velames Recherles de Rachakonda i Devarakonda van derrotar a Azam Khan i van recuperar les seves fortaleses.
Mada Nayaka era gran estudiós i seguidor del vaixnavisme. Va ser deixeble de Venkatacharya, fill d'Ramanujacharya. Madanayaka va escriure un comentari del Ramayana amb el nom de 'Raghaveeyam' i el va dedicar a la deïtat Rama. També va donar el poble de Torrur al notable local Sri Ranganatha Swamy amb el nom de 'Srirangapuram Agraharam'. La seva esposa Nagambika va construir un tanc d'aigua anomenat "Nagasamudra" prop de Rachakonda.
Singama Nayaka III (1430-1475) era el fill d'Anavotha Nayaka II i va ser l'últim governant de la seva dinastia. Tenia un títol, 'Sarvagna Singabhupala' (la seva avia Kumara Singajna Nayaka també tenia el mateix títol). Va governar durant uns 45 anys. La disminució del regne es va iniciar durant el seu regnat. Tenia dos altres títols, Mummadi Singama Nayaka i Sarvajna Rao Singama Nayaka.
- Els Nayaks Velama Recherles de Warangal van fer un acord amb els sultans Bahmànides el 1433, després que aquests arribessin a Warangal. Shihab al-Din Ahmad I va ocupar el fort de Rayagiri. La regió de Rachakonda va ser capturada pels sultans Bahmànides entre 1433 i 1435. Després, els caps Recherles van quedar com a petits elements locals escampats per tot Telangana.[6]. Els Nayaks Velama Recherles van recapturar el fort de Devarakonda amb l'ajuda de Kapileswara Gajapati de Kalinga i va continuar a reclamar tots els altres forts sota els musulmans. Segons la inscripció de Hariveeradeva, de 1461, els governants Recherles Velames van recuperar també la fortalesa de Warangal. Hariveeradeva, autor de la inscripció citada, era el fill de Kapileswara Gajapati. L'exèrcit dels Gajapatis que va ajudar els Nayaks Recheles Velames estava sota el control d'Hariveeradeva.

## Govern a Warangal
Dharmanayudu, germà del Singama Nayaka III va ser designat com el governant de Warangal. Fou l'autor de la inscripció de Shayampet de l462. Warangal va romandre sota govern dels Recherles Velames durant dues dècades. Durant el regnat del sultà Shihab al-Din Ahmad I (1461-1463), els governants musulmans van intentar de nou capturar forts als regnes de Rachakonda i Devarakonda, però els exèrcits de Kapileswara Gajapati, enviat per ajudar els governants Recherles, ho van impedir. Però els Nayaks Recherles Velames s'havien convertit en reis subordinats de Kapileswara Gajapati. Després de Singama Nayaka III el regne Recherla Velama va disminuir i els seus descendents es va refugiar a la cort dels governants Vijayanagar.

## Protectors de les arts i la literatura
Els Recherles Velames foren destacats patrons de la literatura i les arts. Van donar la mateixa importància al sànscrit que al telugu. Kumara Singama Nayaka, que tenia el títol de 'Sarvajna Chudamani' va escriure un llibre de gramàtica anomenada 'Rasamava Sudhakaram'; un comentari anomenat 'Sangeeta Sudhakaram' a Sarangadeva de Sangeeta Ratnakara i també un drama anomenat 'Ratna Panchalika'. Bommakanti Appayamatya, que va escriure un comentari de 'Amarakosa' i Vishveshvara, que va escriure el 'Chamatkara Chandrika' van ser els poetes de la cort dels Nayaks. Srinatha va visitar la cort de Sarvajna Singabhupala i Bammera Pothana va viure en el regne de Rachakonda durant el regnat de Singamanayaka II. Pothana fou famós per la seva narració 'Maha Bhagavata'.

## Governants
- Recherla Nami Reddy
- Bethala Reddy Nayaka (nebot) vers 1250
- Damanaidu Nayaka (fill) vers 1265
- Prasaditya Naidu Nayaka (germà) vers 1270-1289
- Vennama Nayak (fill) 1289-
- Eradacha Nayaka (fill) > 1300
- Naladacha Nayaka (fill de Sabbinayaka i net de Prasaditya Nayaka) > 1300
- Singama Nayaka I, Vennama Nayaka i Echama Nayaka (fills d'Erachada) > 1300 (Singama Nayaka I va ser rei independent de 1326 a 1361)
- Madhava Nayaka i Damaneedu Nayaka (fills de Nalachada) > 1300
- Anavotha Nayaka (fill de Sungama Nayaka I) rei 1361-1384
- Singama Nayaka II, rei 1384-1399
- Anavotha Nayaka II o Immadi Anavotha Nayaka II, rei 1399-1421
- Madanayaka, rei 1421-1430
- Singama Nayaka III, rei 1430-1475
  - Dharmanayudu (a Warangal, vers 1455/1460-1475/1480)